# Salvador Galceran i Vigué
Salvador Galceran i Vigué (Fornells de la Muntanya, Ripollès, 1916 - Puigcerdà, 9 de novembre de 1991) fou un historiador, arxiver i prevere català.
Fou ordenat com a prevere el 1942, i exercí el seu ministeri a Tremp i també a Bruguera. El 1952 fou nomenat arxiver municipal de Puigcerdà. Publicà diversos estudis sobre la comarca de la Cerdanya, com L'antic sindicat de Cerdanya (1973), Dietari de la fidelíssima vila de Puigcerdà (1977), La indústria i el comerç a Cerdanya. Estudi socio-econòmic i polític segons les ordinacions mustassaph (1978) i La revolució de 1868 a la Cerdanya (1981). Tots aquests treballs contenen nombroses notícies d'arxiu.